# Adam (gruppo musicale)
Adam (in ucraino Адам?) è un gruppo musicale ucraino formatosi nel 2014. È attualmente costituito dai musicisti Mychajlo "Miša" Klymenko, Saša Norova, Maksym Kozačenko e Andrij Hrycenko.

## Storia del gruppo
Gli Adam hanno esordito nell'industria discografica con gli album in studio Cjuzmjuz (2017) e Romin (2019), promosso da una tournée. Tuttavia, sono saliti alla ribalta soltanto nel 2023, dopo aver inciso il brano Povil'no; la hit, classificatasi al 7º posto della classifica nazionale, ha fatto guadagnare al gruppo una nomination per lo YUNA alla rivelazione dell'anno. Zorepady (2023), un duetto con Kola, è stato in lizza per lo YUNA alla miglior collaborazione.
Nel febbraio 2025 gli Adam sono stati candidati per altri due premi YUNA, tra cui quello al miglior gruppo; alla cerimonia, hanno vinto l'ultimo riconoscimento.

## Formazione
Attuale
- Mychajlo "Miša" Klymenko – voce, produttore
- Saša Norova – voce
- Maksym Kozačenko – chitarra, tastiere
- Andrij Hrycenko – percussioni

Ex componenti
- Volodymyr Šarikov – chitarra
- Anton Posikera – basso

## Discografia

### Album in studio
- 2017 – Cjuzmjuz
- 2019 – Romin

### Singoli
- 2015 – Dodomu (con Victoria Kru)
- 2017 – Tz
- 2017 – Man
- 2018 – V lypni
- 2019 – Deščo inše
- 2021 – Pobud' zi mnoju
- 2021 – Trasoju
- 2022 – Hovoryly i kuryly
- 2022 – Na tili
- 2022 – Ekskursička
- 2022 – Apriori
- 2022 – Seljanyn
- 2023 – Povil'no
- 2023 – Liše dlja nas
- 2023 – Ljuba
- 2023 – Jak mali dyti (con Lovka)
- 2023 – Mambo
- 2023 – Ščaslyva
- 2023 – Zorepady (con Kola)
- 2023 – Mrij (con Brykulets)
- 2024 – Sered zymy
- 2024 – Ostannij raz (con i Kalush e Balsam)
- 2024 – Vpusknyj 2024 (con Darisha)
- 2024 – Ty mij rokenrol
- 2024 – Osobystyj raj (con Helja Zozulja)
- 2024 – Haj, zelenyj haj